# غويلم خايمي
جويليم خايمي سيرانو (6 يناير 1999 ؛ طركونة ) هو لاعب كرة قدم إسباني، يلعب كظهير أيمن لنادي إنترسيتي.

## روابط خارجية
- غويلم خايمي على موقع الاتحاد الأوربي (الإنجليزية)
- غويلم خايمي على موقع قاعدة بيانات كرة القدم.إي يو (الإنجليزية)
- غويلم خايمي على موقع Soccerway.com (الإنجليزية)